# 하멩쿠부워노 술탄가
하멩쿠부워노가(the House of Hamengkubuwono, -家) 또는 하멩쿠부와나(-Hamengkubuwana)는 인도네시아 자와 지역에 있었던 욕야카르타 술탄국 및 현 욕야카르타의 왕가를 이르는 명칭이다.

## 의미
'하멩쿠부워노'라는 명칭의 의미에 대해서는 여러 가지 설이 있다. 하멩쿠부워노(Hamengkubuwono)를 '하멩쿠(hamengku)'와 '부워노(buwono)'로 나누어 보면, 후자인 '부워노'는 자와어로 우주라는 뜻이 된다. 그러나 '하멩쿠' 부분은 여러 가지 해석이 가능하다. 대표적인 것은 다음과 같다.
1. 하망쿠(hamangku) : 기꺼이 사람들에게 봉사하는
2. 하멩쿠(hamengku) : 정당하게 사람들을 지키는
3. 하멩코니(hamengkoni) : 지도자의 책임을 질 준비가 된

## 욕야카르타의 술탄 목록
다음은 욕야카르타 술탄국 시대부터 이어져 내려오는 술탄 및 그 치세의 연도 목록이다.
1. 하멩쿠부워노 1세 : 재위 1755년 2월 13일 - 1792년 3월 24일
2. 하멩쿠부워노 2세 : 재위 1792년 4월 2일 - 1812년 6월 20일
3. 하멩쿠부워노 3세 : 재위 1812년 6월 28일 - 1814년 11월 3일
4. 하멩쿠부워노 4세 : 재위 1814년 11월 9일 - 1823년 12월 6일 : 1차 치세
5. 하멩쿠부워노 5세 : 재위 1823년 12월 19일 - 1826년 8월 17일 : 1차 치세
6. 하멩쿠부워노 4세 : 재위 1826년 8월 17일 - 1828년 1월 2일 : 2차 치세
7. 하멩쿠부워노 5세 : 재위 1826년 1월 17일 - 1855년 6월 5일 : 2차 치세
8. 하멩쿠부워노 6세 : 재위 1855년 7월 5일 - 1877년 7월 20일
9. 하멩쿠부워노 7세 : 재위 1877년 12월 22일 - 1921년 1월 29일
10. 하멩쿠부워노 8세 : 재위 1921년 2월 8일 - 1939년 10월 22일
11. 하멩쿠부워노 9세 : 재위 1940년 3월 18일 - 1988년 10월 2일
12. 하멩쿠부워노 10세 : 재위 1989년 3월 7일 -

## 참고 문헌
- 양승윤, 《인도네시아사 (4판)》, 한국외국어대학교 출판부, 2010

## 같이 보기
- 파쿠부워노 왕가
- 술탄 아궁